# Neue deutsche Quelle
Neue deutsche Quelle ist das Debütalbum des deutschen Rappers Sa4. Es wurde am 10. November 2017 über das Label 187 Strassenbande veröffentlicht und wird von distri vertrieben. Das Album erschien als Standard-Edition sowie als Boxset, inklusive Instrumentals und zwei EPs.

## Inhalt und Produktion
Neue deutsche Quelle ist dem Genre Gangsta-Rap zuzuordnen. Sa4 rappt hauptsächlich über Drogenhandel und das Leben auf den Hamburger Straßen.
Fast das gesamte Album wurde von Jambeatz, dem Musikproduzent der 187 Strassenbande, produziert. Lediglich die Instrumentals zu Olay Molay und Bunker stammen von Goldfinger Beatz bzw. Sonus030.

## Covergestaltung
Das Albumcover ist in Schwarz-weiß gehalten und zeigt Sa4, der auf einem verschrotteten Auto hockt und den Betrachter ansieht. Im Vordergrund befinden sich die weißen Schriftzüge Neue deutsche Quelle und Sa4. Im Hintergrund ist ein Häuserblock zu sehen. Das Artwork wurde von Bobby Analog gestaltet.

## Gastbeiträge
Auf zehn der 15 Lieder des Albums sind neben Sa4 weitere Künstler vertreten. Dabei treten die anderen Rapper der 187 Strassenbande jeweils mehrfach in Erscheinung. So ist Allstars eine Kollaboration mit Maxwell, Gzuz, LX und Bonez MC. Gzuz ist ebenfalls auf Schnell machen sowie Schall und Rauch zu hören, während Bonez MC weitere Gastauftritte in Schnell machen und Krokodil hat. LX unterstützt Sa4 ein weiteres Mal bei Fokus auf Plus und Maxwell ist auf Forza 187 erneut vertreten. Auf Bunker arbeitet Sa4 mit AK Ausserkontrolle zusammen, während die Rapper Hasan K und Gringo auf Olay Molay zu hören sind. Weitere Gastbeiträge stammen von Soni (Rush Hour) und Stik (So wie wir / Wenn die Sonne untergeht).

## Titelliste
| #  | Titel                                 | Gastmusiker                 | Produzent        | Länge |
| -- | ------------------------------------- | --------------------------- | ---------------- | ----- |
| 1  | Tickerrap                             |                             | Jambeatz         | 2:40  |
| 2  | Allstars                              | Maxwell, Gzuz, LX, Bonez MC | Jambeatz         | 5:19  |
| 3  | Rush Hour                             | Soni                        | Jambeatz         | 4:01  |
| 4  | Kalter Norden                         |                             | Jambeatz         | 2:40  |
| 5  | Fokus auf Plus                        | LX                          | Jambeatz         | 2:30  |
| 6  | Olay Molay                            | Hasan K, Gringo             | Goldfinger Beatz | 3:32  |
| 7  | Schnell machen                        | Bonez MC, Gzuz              | Jambeatz         | 3:34  |
| 8  | 20539                                 |                             | Jambeatz         | 2:35  |
| 9  | Bunker                                | AK Ausserkontrolle          | Sonus030         | 2:17  |
| 10 | Forza 187                             | Maxwell                     | Jambeatz         | 3:03  |
| 11 | Schall und Rauch                      | Gzuz                        | Jambeatz         | 2:20  |
| 12 | Sechzehn                              |                             | Jambeatz         | 2:51  |
| 13 | So wie wir / Wenn die Sonne untergeht | Stik                        | Jambeatz         | 5:21  |
| 14 | Krokodil                              | Bonez MC                    | Jambeatz         | 2:31  |
| 15 | Reeperbahn                            |                             | Jambeatz         | 2:49  |

Bonus-EPs des Boxsets
Bombay Sa4 EP
| # | Titel               | Gastmusiker | Produzent |
| - | ------------------- | ----------- | --------- |
| 1 | Intro               |             | Jambeatz  |
| 2 | Lass ma             | Escobaba39  | Jambeatz  |
| 3 | Einer bleibt liegen | Bozza       | Jambeatz  |
| 4 | Designer Ot         | Aka Ilo     | Jambeatz  |
| 5 | Dialog              | Soni        | Jambeatz  |
| 6 | Patte machen        | Bobby39     | Jambeatz  |
| 7 | Hundertprozentig    | RingoIII    | Jambeatz  |
| 8 | Kunden              | Killa Vinz  | Jambeatz  |

Verlorene Tracks EP
| # | Titel                   | Gastmusiker | Produzent |
| - | ----------------------- | ----------- | --------- |
| 1 | Intro                   |             | Jambeatz  |
| 2 | Mehr als kaputt         | Blut61      | Jambeatz  |
| 3 | Amsterdam               |             | Jambeatz  |
| 4 | Nachtaktiv              |             | Jambeatz  |
| 5 | 90er (Remix)            |             | Jambeatz  |
| 6 | Vaterfigur Tupac Shakur |             | Jambeatz  |
| 7 | Wody wird geext         | Escobaba39  | Jambeatz  |
| 8 | Ein Leben lang          | Escobaba39  | Jambeatz  |

## Chartplatzierungen und Singles
Neue deutsche Quelle stieg am 17. November 2017 auf Platz 3 in die deutschen Albumcharts ein und konnte sich vier Wochen in den Top 100 halten.
Am 13. Oktober 2017 wurde die erste Single Schnell machen zum Download ausgekoppelt. Sie erreichte Platz 11 der deutschen Charts. Die zweite Auskopplung Rush Hour folgte am 27. Oktober 2017 und belegte Rang 59 in den deutschen Charts. Zu den Liedern Rush Hour und Allstars wurden Musikvideos gedreht. Letzteres stieg nach Albumveröffentlichung auf Position 15 der Charts ein. Am 24. November 2017 erschien ein weiteres Video zu Olay Molay.

## Rezeption
| Professionelle Bewertungen | Professionelle Bewertungen |
| -------------------------- | -------------------------- |
| Kritiken                   |                            |
| Quelle                     | Bewertung                  |
| laut.de                    | [ 4 ]                      |

Dominik Lippe von laut.de bewertete Neue deutsche Quelle mit drei von möglichen fünf Punkten. Sa4 hinterlasse „weder technisch noch inhaltlich einen besonders innovativen Eindruck“, da er sich thematisch „nahezu ausschließlich auf den Verkauf von Drogen“ beschränke und „mit rohem, wenig variablem Flow“ rappe. Die Produktionen von Jambeatz werden dagegen gelobt und kreierten „unheilvolle Atmosphären, die perfekt mit der beschriebenen Parallelgesellschaft korrespondieren“.
Musti von rap.de bewertete das Album positiv. Inhaltlich passiere zwar „nicht viel außer dem üblichen Schnack über Drogen, Geld und illegalen Lebensstil“, aber es sei „einfach sehr gut umgesetzt“. Neue deutsche Quelle „lebt von seiner düsteren Stimmung und transportiert den charmant rauen Sound der Hamburger Strassen in die Kopfhörer“. Es liefere „Rap in seiner reinsten Form“.